# MIAT Mongolian Airlines
MIAT Mongolian Airlines è la compagnia aerea di bandiera della Mongolia, la cui sede è sita a Ulan Bator, presso le strutture dell'aeroporto di Ulan Bator-Gengis Khan.
Fondata a metà degli anni cinquanta, opera con voli per scali nazionali e internazionali.

## Storia

### Era comunista
MIAT Mongolian Airlines venne fondata nel 1956. Iniziò le operazioni con l'aiuto di Aeroflot il 7 luglio 1956 utilizzando un Antonov An-2 da Ulan Bator a Irkutsk. La compagnia utilizzava anche alcuni Ilyushin Il-14 di fabbricazione sovietica per voli verso destinazioni internazionali come Pechino e Mosca. Durante gli anni sessanta e settanta, la compagnia entrò in possesso di due Antonov An-24 e An-26. Un Tupolev Tu-154 in leasing da Aeroflot venne introdotto alla fine degli anni ottanta.

### Era post-comunista
Nel 1992, MIAT acquisì cinque Harbin Y-12 e un Boeing 727-200 da Korean Air, poi un altro nel 1994. Un Airbus A310 venne noleggiato nel 1998 e un Boeing 737 nel 2002 per sostituire il vecchia flotta 727-200. Tra il 2003 e il 2008, la flotta di An-24 e An-26 di MIAT fu gradualmente ritirata. Nell'aprile 2008, MIAT ha ricevuto il suo secondo Boeing 737-800 in locazione da CIT Aerospace. Nel luglio 2008, MIAT ha interrotto completamente i voli nazionali di linea. Nel giugno 2009, la compagnia ha temporaneamente ripreso i voli nazionali di linea per Mörön e Khovd utilizzando i suoi Boeing 737-800.
Alla fine del 2009, MIAT ha effettuato alcuni voli charter per Hong Kong e Sanya, una famosa località turistica di Hainan, in Cina. Nel giugno 2010, i voli sono stati nuovamente interrotti a causa di uno sciopero dei meccanici. La situazione si è però risolta con la sostituzione dell'amministratore delegato e del direttore tecnico.
All'inizio del 2011, MIAT ha firmato un accordo con Air Lease Corporation per il noleggio di due Boeing 767-300ER fino al 2013. Il primo è entrato in servizio nel maggio 2011 e il secondo nel novembre 2011. Poco dopo, l'Airbus A310 è stato ritirato dopo aver servito la MIAT Mongolian Airlines per 13 anni. Nel giugno 2011, MIAT ha iniziato i voli regolari per Hong Kong. La società ha anche ordinato tre aeromobili, un Boeing 767-300ER e due Boeing 737-800, in consegna rispettivamente nel 2013 e nel 2016. L'ordine ha segnato la prima volta in due decenni che MIAT ha scelto di espandere la sua flotta acquistando nuovi aeromobili direttamente dal produttore piuttosto che noleggiarli.
Nel gennaio 2019, MIAT ha comunicato l'inizio dei voli per Shanghai e Canton in Cina a partire dall'estate dello stesso anno. Ha inoltre annunciato il leasing di 3 Boeing 737 MAX 8 in consegna a gennaio, maggio e ottobre 2019, sostituendo così due dei suoi aeromobili i cui contratti di locazione sarebbero scaduti a fine anno.
Il 21 giugno 2020 MIAT ha effettuato il primo volo nella sua storia verso gli Stati Uniti, collegando Ulan Bator e Seattle con un Boeing 767-300ER.

## Flotta

### Flotta attuale

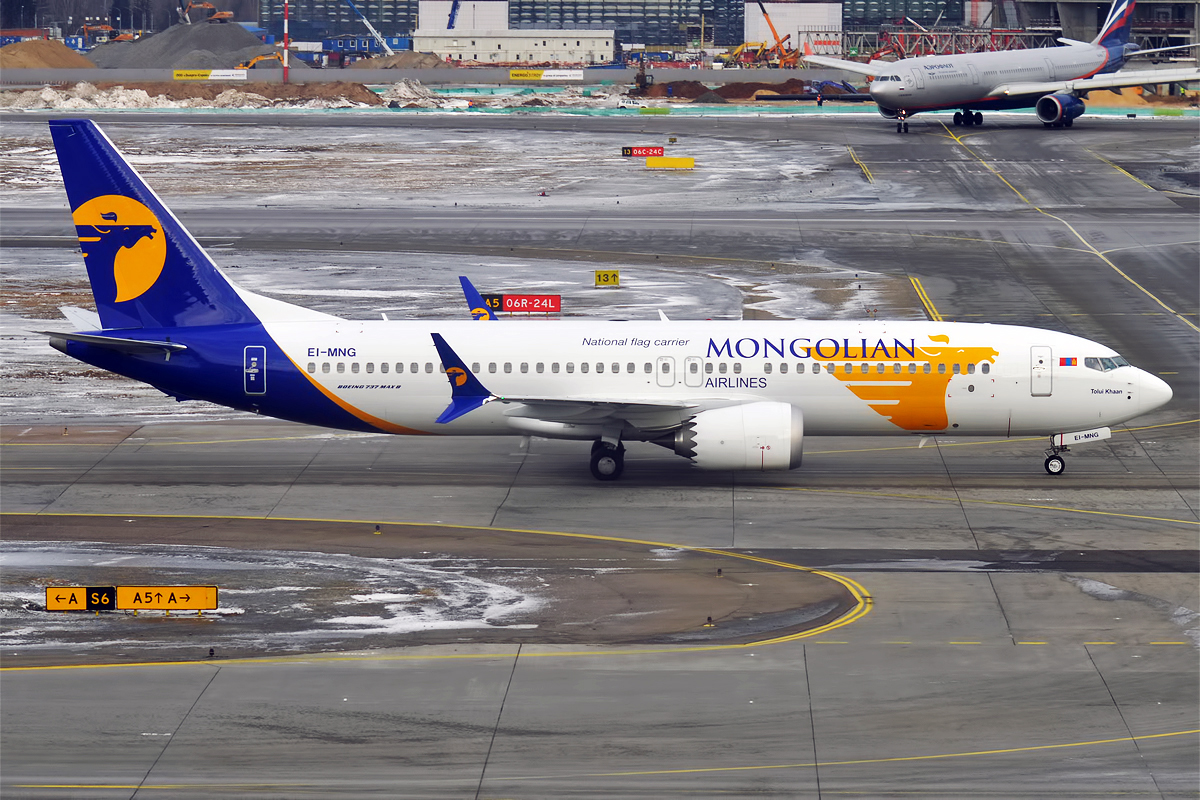
Un Boeing 737 MAX 8.

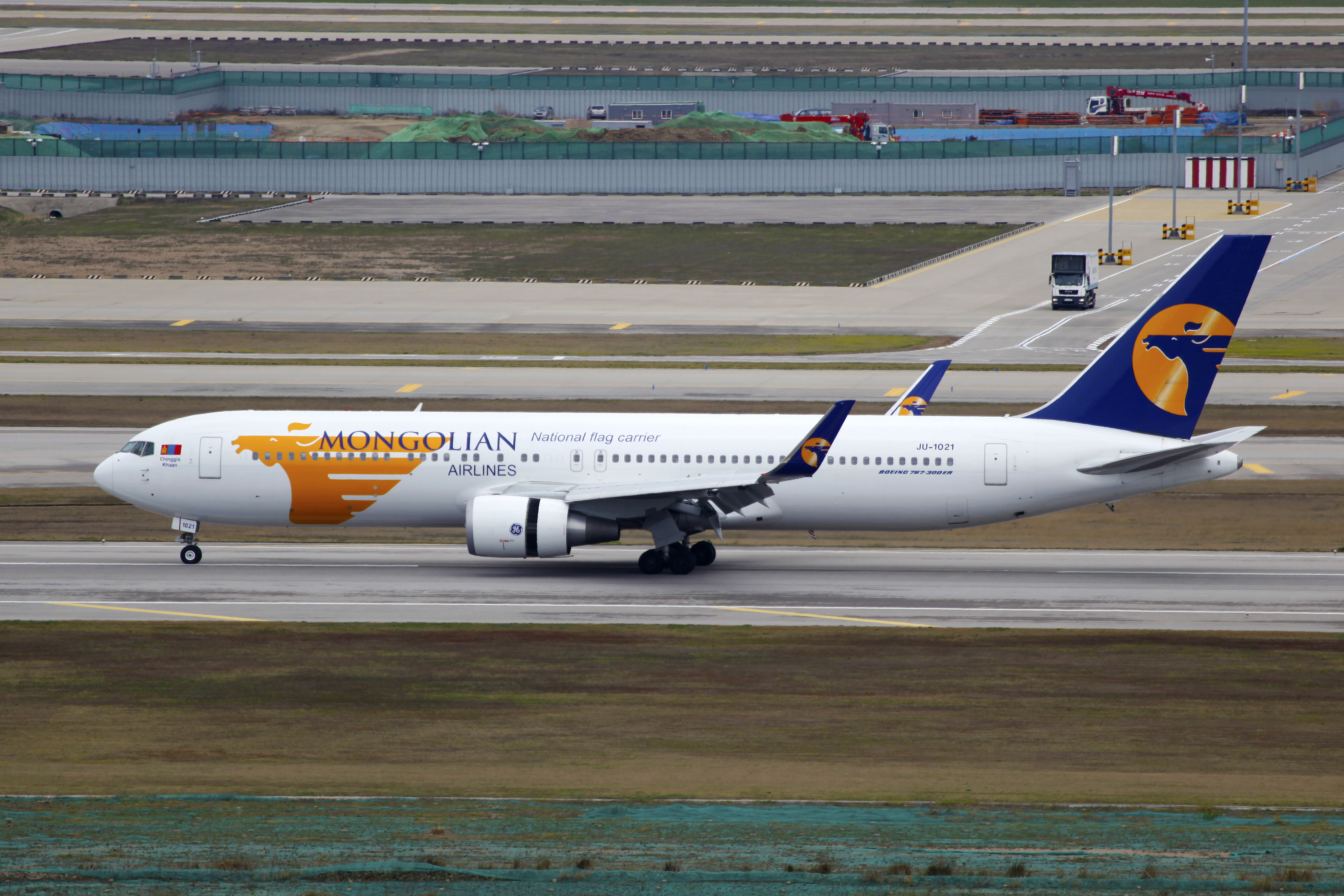
Un Boeing 767-300ER.

Ad ottobre 2024 la flotta di MIAT Mongolian Airlines è così composta:

### Flotta storica

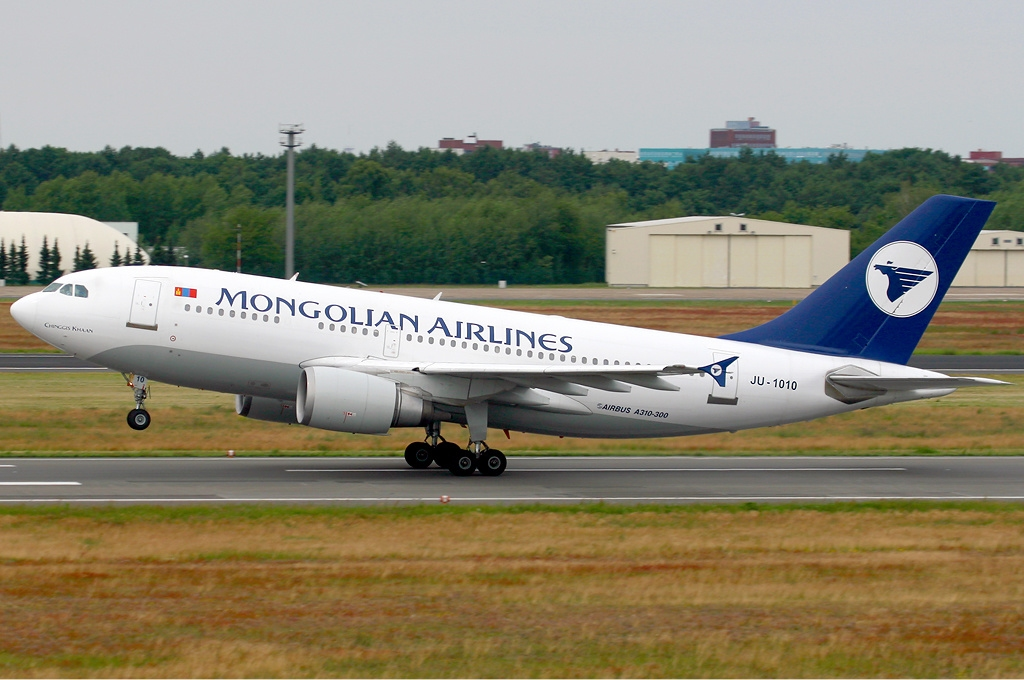
Un Airbus A310.

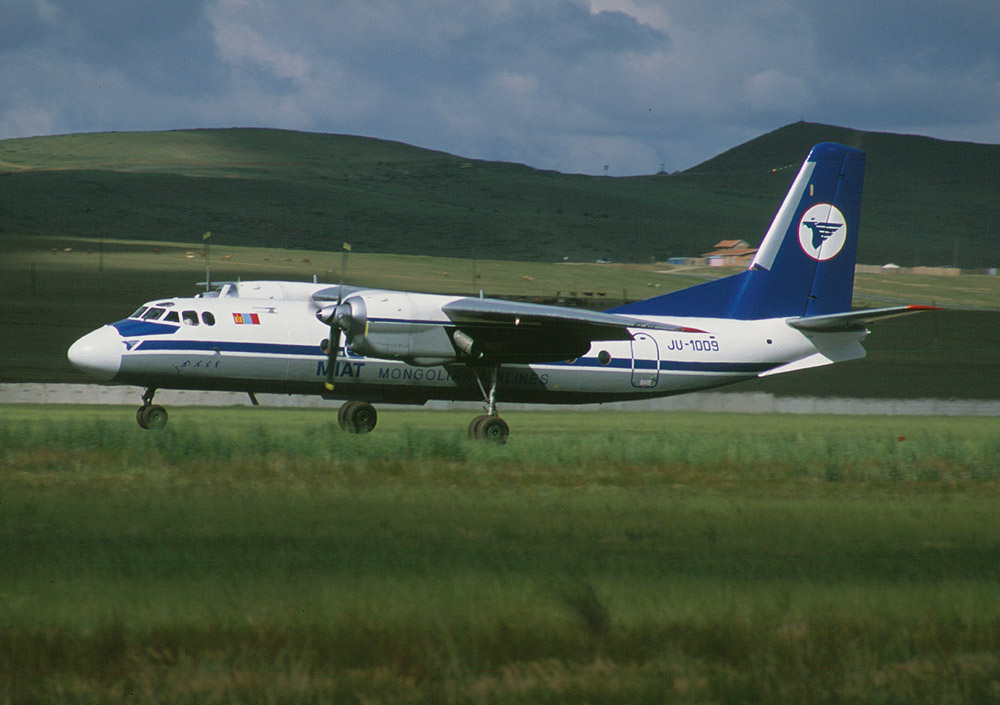
Un Antonov An-24.

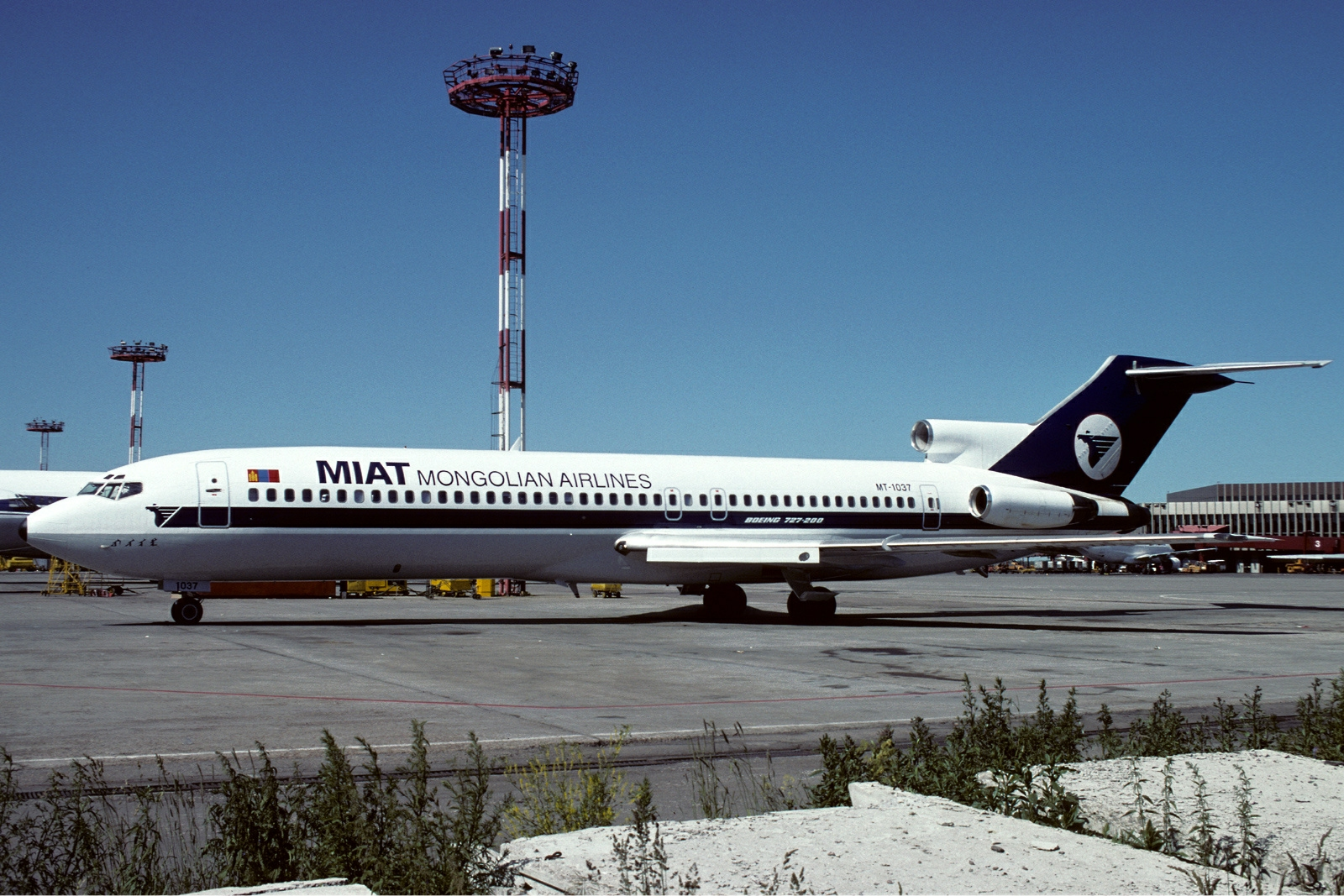
Un Boeing 727-200.

MIAT Mongolian Airlines operava in precedenza con i seguenti aeromobili:
- Airbus A310-300
- Airbus A330-300
- Antonov An-2
- Antonov An-24
- Antonov An-26
- Antonov An-30
- Boeing 727-200
- Boeing 737-500
- Boeing 737-700
- Bombardier CRJ200
- Harbin Y-12
- Ilyushin Il-14
- Kamov Ka-26
- Mil Mi-4
- Mil Mi-8
- Polikarpov Po-2
- Tupolev Tu-154
- Yakovlev Yak-12